# 镇江体育会展中心
32°10′37″N 119°25′19″E / 32.1769°N 119.4220°E
镇江体育会展中心是位于中国江苏省镇江市的体育展览设施综合体，位于镇江市润州区南徐新城，占地46万平方米，由主体育场、体育会展馆、综合训练馆、网球中心、体育公园和奥林匹克商务接待中心六大功能区组成。场馆由中国建筑西南设计研究院有限公司设计，2009年6月28日开工建设，2013年上半年竣工试运营。
镇江体育中心体育场为多功能体育场，设有31,200个座位。体育会展馆为独立建筑，总建筑面积77,537平方米，其中南侧为会展馆，可容纳503个标准摊位；北侧为体育馆，设有6,405个座位，其中固定座位4,845个。综合训练馆建筑面积41,115平方米，设有游泳跳水馆、羽毛球馆、网球馆、乒乓球馆等，提供健身、舞蹈训练、拳击、跆拳道等体育项目的练习设施。